# Underworld (Album)
Underworld ist das neunte Studioalbum der US-amerikanischen Progressive-Metal-Band Symphony X, es wurde am 24. Juli 2015 über Nuclear Blast veröffentlicht, in Japan erschien es einen Monat später am 24. August 2015. Aus dem Album wurden am 22. Juli 2015 zwei Singles Nevermore und Without You ausgekoppelt.

## Musikstil
Die Titel des Albums sind von Dante Alighieris Werk Inferno und Orpheus in der Unterwelt inspiriert.
Laut Michael Romeo versuchten Symphony X mit diesem Album Elemente früherer Werke aufzugreifen, wobei es aggressiv hart, gleichzeitig aber auch progressiv und schwebend sein sollte. Er meint, dass die Beliebtheit von Konzeptalben bei Hörern abgenommen habe, und er Underworld nicht als solches betrachte, aber doch einräumt, dass es ein durchgehendes Thema enthält: „Wir versuchen, etwas zu finden, auf das wir uns konzentrieren können und das die Säfte zum Fließen bringt, und hier war das Ziel, etwas zu finden, das ein wenig düster ist, aber einen emotionalen Inhalt hat. Ich habe mich an Dante und Orpheus in der Unterwelt orientiert, wo er in den Hades oder die Hölle geht, um dieses Mädchen zu retten. Es geht also um das Thema, für etwas oder jemanden, was einem wichtig ist, in die Hölle und zurück zu gehen.“

## Hintergrund
Romeo war gegen Single-Auskopplungen einzelner Tracks, da er das Album als ein Ganzes sieht.
In dem Album wird mehrfach Bezug auf die Verwendung der Zahl Drei durch Dante genommen. Das Eröffnungsstück Nevermore hat drei Silben, eine melodische Phrase mit drei Noten, und seine Strophen enthalten drei Verweise auf drei Lieder des dritten Symphony-X-Albums The Divine Wings of Tragedy von 1997.
Wie schon bei den beiden vorangegangenen Alben wurde das Albumcover wurde von Warren Flanagan gestaltet. Das Cover enthält verschiedene Symbole für jeden der in Dantes Werk erwähnten neun Kreise der Hölle.

## Titelliste
| Nr.          | Titel              | Text                  | Musik                   | Länge |
| ------------ | ------------------ | --------------------- | ----------------------- | ----- |
| 1.           | Overture           | Instrumental          | Michael Romeo           | 2:13  |
| 2.           | Nevermore          | Romeo, Michael LePond | Romeo                   | 5:29  |
| 3.           | Underworld         | Romeo, LePond         | Romeo, Michael Pinnella | 5:48  |
| 4.           | Without You        | Romeo                 | Romeo                   | 5:51  |
| 5.           | Kiss of Fire       | Romeo, LePond         | Romeo                   | 5:09  |
| 6.           | Charon             | Romeo, LePond         | Romeo, Pinnella, LePond | 6:06  |
| 7.           | To Hell and Back   | Romeo                 | Romeo                   | 9:23  |
| 8.           | In My Darkest Hour | Romeo                 | Romeo                   | 4:22  |
| 9.           | Run with the Devil | Russell Allen, Romeo  | Romeo                   | 5:38  |
| 10.          | Swan Song          | Romeo, LePond         | Pinnella, Romeo         | 7:29  |
| 11.          | Legend             | Romeo                 | Romeo, Pinnella         | 6:29  |
| Gesamtlänge: | Gesamtlänge:       | Gesamtlänge:          | Gesamtlänge:            | 63:57 |

## Mitwirkende
| Band - Russell Allen: Gesang - Michael LePond: Bassgitarre - Michael Pinnella: Keyboards - Michael Romeo: Gitarren, Keyboards - Jason Rullo: Schlagzeug | Technik - Jens Bogren: Abmischung, Mastering - Warren Flanagan: Artwork - Eric Rachel: Tonaufnahme (Gitarre) - Michael Romeo: Musikproduktion, Tonaufnahme, Tontechnik - Danny Sanchez: Bandfotografie - Patrick Zahorodniuk: Artwork - Milena Zdravkovic: Artwork |

## Rezeption

### Rezensionen
Das Album wurde allgemein positiv aufgenommen. Auf dem deutschsprachigen Progressive-Rock-Portal Babyblaue Seiten erhielt es von Gunnar Claußen 12/15 Punkte. Er fasst Underworld mit: „Spaß, Spielfreude und ein paar Blicken in die Rockgeschichte“ zusammen und bemängelt allenfalls den künstlich und trocken klingen Sound von Gitarre und Schlagzeug, sowie einige grenzwertige Textreime, bescheinigt aber, dass „das Songmaterial jederzeit das Potenzial hat, den Hörer mitzureißen.“
Auf englischsprachigen Portalen wie Prog Archives erreicht es 3.78/5 Sterne bei 297 abgegebenen Stimmen, wobei ein Viertel der Nutzer die volle Punktzahl vergaben, und auf AllMusic erhält es 4/5 Sterne. Thom Jurek lobt das Album mit seinen „… feinsten Elementen des Album-Rocks - im besten Sinne der 1970er Jahre -, des hymnischen Hard-Rocks der 1980er und des modernen Power/Prog-Metal kombiniert. Das Ergebnis: Symphony X klingen belebter, frischer und vitaler als je zuvor - ungebunden an ihre eigene Geschichte, aber mit einer nahezu perfekten Erweiterung derselben.“

### Charts und Chartplatzierungen
| ChartsChartplatzierungen       | Höchstplatzierung | Wochen |
| ------------------------------ | ----------------- | ------ |
| Deutschland (GfK)              | 23 (1 Wo.)        | 1      |
| Österreich (Ö3)                | 59 (1 Wo.)        | 1      |
| Schweiz (IFPI)                 | 10 (3 Wo.)        | 3      |
| Vereinigtes Königreich (OCC)   | 80 (1 Wo.)        | 1      |
| Vereinigte Staaten (Billboard) | 89 (1 Wo.)        | 1      |